# 朱一冯攻剿红夷刻石
朱一冯攻剿红夷刻石，位于中国福建省厦门市思明区虎溪岩，为一个省级文物保护单位，类型为石刻及造像，为第二批福建省文物保护单位，公布时间为1985年10月11日。
朱一冯攻剿红夷刻石的历史年代为明。